# Piñas (cantão)
Piñas é um cantão do Equador localizado na província de El Oro.
A capital do cantão é a cidade de Piñas.